# Александров, Борис Капитонович
Бори́с Капито́нович Алекса́ндров (6 (18) августа 1889, Владикавказ — 22 января 1973) — советский гидротехник; член-корреспондент АН СССР (1953).

## Биография
В 1917 году окончил Петроградский политехнический институт. С 1918 года преподавал в вузах, в том числе с 1946 года в Московском энергетическом институте (с 1948 года профессор).
Участвовал в проектировании канала имени Москвы, Рыбинского и Угличского гидроузлов. Автор проекта Камской водосливной ГЭС и Камского многокамерного судоходного шлюза с электровозной тягой.
В главных его трудах рассматриваются вопросы энергетического использования равнинных рек (Волги с притоками), поворот северных рек (Печоры и Онеги) в Каспийское море и др., а также разрабатываются конструкции гидроэнергетических сооружений.
Награды: орден Ленина, орден «Знак Почёта», медали.